# Алканена
Алкане́на (порт. Alcanena; МФА: [aɫ.kɐ.ˈne.nɐ]) — муніципалітет і містечко в Португалії, в окрузі Сантарен. Розташований у центральній частині країни, на теренах історичної португальської провінції Ештремадура. Належить до Сантаренської діоцезії Католицької церкви в Португалії. Права міського самоврядування має з 1914 року. Поділяється на 7 парафій. За адміністративним поділом, чинним до 1976 року, був складовою провінції Рібатежу. Площа муніципалітету — 137,33 км², населення муніципалітету — 20604 ос. (2011); густота населення — 150,03 осіб/км²
. Патрон — святий Петро. Святковий день муніципалітету — 1-й понеділок після Вознесіння. Поштовий індекс — 2380.  Код місцевої адміністративної одиниці — 1402. Складова статистичного регіону Центр.

## Географія
Алканена розташована в центрі Португалії, на заході округу Сантарен.
Містечко розташоване за 22 км на північ від міста Сантарен поруч з природним заповідником Серраш-де-Айрі-і-Кандейруш.
Алканена межує на півночі з муніципалітетами Баталя і Орен, на сході — з муніципалітетом Торреш-Новаш, на півдні та заході— з муніципалітетом Сантарен, на північному заході — з муніципалітетом Порту-де-Мош.

## Історія
Містечко засновано 1914 року.

## Населення
| Кількість мешканців | Кількість мешканців | Кількість мешканців | Кількість мешканців | Кількість мешканців | Кількість мешканців | Кількість мешканців | Кількість мешканців | Кількість мешканців | Кількість мешканців | Кількість мешканців | Кількість мешканців | Кількість мешканців | Кількість мешканців | Кількість мешканців | Кількість мешканців |
| ------------------- | ------------------- | ------------------- | ------------------- | ------------------- | ------------------- | ------------------- | ------------------- | ------------------- | ------------------- | ------------------- | ------------------- | ------------------- | ------------------- | ------------------- | ------------------- |
| 1864                | 1878                | 1890                | 1900                | 1911                | 1920                | 1930                | 1940                | 1950                | 1960                | 1970                | 1981                | 1991                | 2001                | 2011                |                     |
| 6 015               | 6 908               | 8 100               | 8 759               | 9 670               | 10 207              | 11 122              | 12 897              | 14 087              | 14 773              | 13 180              | 14 287              | 14 373              | 14 600              | 13 868              |                     |

## Парафії
1. Алканена
2. Бугальюш
3. Віла-Морейра
4. Ешпіньейру
5. Лорісейра
6. Мальоу
7. Мінді
8. Мойташ-Венда
9. Монсанто
10. Серра-де-Санту-Антоніу